# 莱奥纳尔多·科斯塔廖拉
莱奥纳尔多·科斯塔廖拉（義大利語：Leonardo Costagliola，1921年10月27日—2008年3月7日），意大利男子足球运动员，场上位置是守门员。他曾代表意大利国家队参加1954年国际足联世界杯，结果获得第十名。